# Poveste imorală
Poveste imorală este un serial românesc din anul 2000, care ecranizează romanul omonim, scris de Rodica Ojog-Brașoveanu. Rolurile principale sunt interpretate de Mihai Constantin și Cristian Iacob.

## Rezumat
București, 1997… Când mai multe prostituate de lux sunt găsite moarte în apartamentele lor, căpitanii de poliție Costea (Cristian Iacob) și Bădoiu (Mihai Constantin) habar n-au că anchetarea acestor crime îi va duce direct în hățișurile unui complicat caz de corupție politică, ale cărui ramificații se întind mult dincolo de hotarele României. Simpatici și inventivi, inteligenți și curajoși, cei doi polițiști – un soi de San Antonio și Berurier autohtoni, porecliți în lumea interlopă Cap Bob și Babuinul – se vor ambiționa să descâlcească toate ițele afacerii.

## Episoade
- 1 - Crime în lanț
- 2 - Nu lăsați ferestrele deschise
- 3 - Piste noi
- 4 - Te-am zărit printre morminte
- 5 - Kidnapping
- 6 - Pe urmele Ninei
- 7 - Pași înainte, pași înapoi
- 8 - O crimă și alte tentative
- 9 - Copilul Wandei
- 10 - Sunt dezolat, domnișoară

## Distribuție
- Mihai Constantin - Căpitanul Costică Bădoiu (Babuinul)
- Cristian Iacob - Căpitanul Bob Costea (Piticul)
- Ovidiu Niculescu - Locotenentul Ene
- Costel Constantin - colonelul Pascu
- Liviu Tudan - medic legist
- Mircea Caraman - polițistul tânăr, brunet, înalt
- Constantin Cojocaru - polițistul uscățiv, scund, în vârstă
- Sorin Tofan - polițistul durduliu
- Daniel Tudorică - procuror
- Florin Dumitru - Timofte, polițist sub acoperire
- Gheorghe Visu - Maiorul Demetru (Suliță)
- Virgil Andriescu - Țeastă
- George Alexandru - Victor Săraru
- Vitalie Bantaș - Marin Pădure, subalternul lui Săraru
- Nicu Botezatu - Mitu, subalternul lui Săraru
- George Ivașcu - Cătălin Voicu, subalternul lui Săraru
- Claudiu Istodor - Negulescu, patronul localului "Crocodilul"
- Lia Bugnar - Wanda State
- Lamia Beligan - Nina
- Draga Olteanu-Matei - Coana Aurica, bunica Ninei
- Florina Cercel - Gabriela State, mama Wandei
- Rodica Popescu-Bitănescu - Celia Costea, mama lui Bob
- Mircea Albulescu - Toto, patronul salonului de câini; logodnicul Celiei
- Codruț Bălașa - Dorinel Florescu
- Nicolae Urs - Gardianul localului "Crocodilul"
- Alexandru Bindea - Gică, patronul magazinului de pompe funebre "O dată moare omul"
- Maria Durbac - Domnica, amanta lui Gică
- Carmen Stimeriu - Mercedes, amanta lui Bădoiu
- Marina Ristea - Viorela Calotă
- Viorel Păunescu - taximetrist (ep. 1)
- Raluca Guslicov - tipa din localul "Crocodilul" (ep. 1)
- Irina Petrescu - vecina Wandei (ep. 1)
- Paul Nadolski - Panait (ep. 2)
- Camelia Zorlescu - Lucica (ep. 2)
- Mariana Dănescu - menajeră la firmă (ep. 3)
- Violeta Brebiuc - menajeră la hotel (ep. 3)
- Bogdan Mușatescu - maior (ep. 5)
- Lucian Dinu - funcționar bancă (ep. 6)
- Vasile Toma - tehnician foto (ep. 6)
- Ovidiu Gherasim - polițist local Tunari (ep. 8)
- Radu Zaharia - dl. Mătăsaru, vecinul Ninei (ep. 8)
- Luminița Gheorghiu - tutorele copilului Wandei (ep. 9)
- Constantin Dinulescu - Helmut, soțul Ninei (ep. 10)
- Virgil Popovici - deținut (ep. 10)
- Traian Andriescu - capul bandei